# 新墨西哥州同性婚姻

虹色新墨西哥州地图

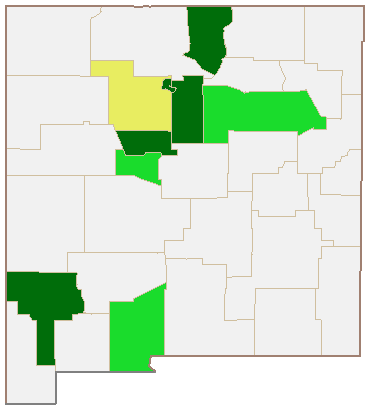
最高法院裁决同性婚姻合法前新墨西哥各县允许同性婚姻情况:
根据法庭裁决 (伯納利歐縣，格蘭特縣，洛斯阿拉莫斯縣，圣菲县和陶斯縣)
工作人员自行决定 (唐娜安娜縣, 聖米格爾縣和巴倫西亞縣)
曾经签发过 (桑多瓦爾縣)
没有发出证书或收到法院的指示（所有其他）

同性婚姻在新墨西哥州经过新墨西哥州最高法院在年12月19日的裁决成为全州法律。在此之前，33个县中共有8个可以或计划为同性伴侣颁发结婚证。这8个县覆盖全州58％的人口。新墨西哥州法律并没有明确允许或禁止同性婚姻，它是唯一缺乏州法规或宪法规定来明确解决同性婚姻问题的州份。
桑多瓦爾縣在2004年曾经允许一小部分同性伴侣登记结婚。这种做法在同一天新墨西哥州总检察长提起诉讼后被叫停。
2013年8月21日，唐娜安娜縣的工作人员开始主动给同性伴侣颁发结婚证书。此后，三个地区法官先后裁决同性伴侣可以登记结婚，依次是圣菲县，伯納利歐縣和陶斯縣，9月，第四个法官同样裁决格蘭特縣也可登记。在洛斯阿拉莫斯縣作出类似裁决，但被质疑。9月4日维持原判后开始颁发结婚证书。同时，聖米格爾縣和巴倫西亞縣的工作人员也开始允许同性婚姻登记。
2013年8月29日，新墨西哥州各县投票一致要求州最高法院对同性婚姻的合法性作出裁决。10月23日最高法院举行了听证会。2013年12月19日，该法院一致决定同性婚姻合法，使得新墨西哥州成为美国第17个同性婚姻合法的州。